# Thomas Eidler
Thomas Eidler (* 19. November 1976 in Neunkirchen) ist ein österreichischer Fußballtrainer.

## Karriere
Nachdem Eidler seine Karriere als Spieler bereits im Alter von 18 Jahren beendet hatte, nachdem er zunächst für den SC Lanzenkirchen gespielt hatte, startete er auch beim selben Verein seine Karriere als Trainer, wo er Jugendmannschaften trainierte. Ab 2001 trainierte er beim FV Club 83 Wiener Neustadt.
2004 wurde er Co-Trainer des 1. SC Sollenau. 2007 verließ er die Sollenauer. Zwischen 2007 und 2008 arbeitete er als Individualtrainer für verschiedene Spieler. Diese Funktion übte er ab 2008 auch in der Akademie des FC Admira Wacker Mödling aus.
2009 wurde er Cheftrainer in der Akademie. Im Jänner 2011 kehrte er als Cheftrainer zum Regionalligisten Sollenau zurück. Im März 2013 wurde er beurlaubt.
Zur Saison 2015/16 wurde er Trainer des ASK Mannersdorf.
Im Juni 2017 folgte mit der Bestellung zum Trainer beim Zweitligisten Floridsdorfer AC schließlich auch Eidlers erstes Engagement im Profibereich. Im März 2018 trat er als Cheftrainer zurück, um für den ÖFB zu arbeiten.
Eidler arbeitete zudem bereits als Analytiker beim ORF.